# BD+20594b
BD+20 594b是一顆由克卜勒太空望遠鏡與位於智利拉西拉天文台的光譜儀高精度徑向速度行星搜索器（HARPS）共同發現的太陽系外行星。

## 概要
BD+20594b的體積與質量都小於海王星，分別為2.2 Re與16.31 Me。根據該行星體積與質量的估計值，它是由岩石組成的類地行星，也因此被歸類為「巨無霸地球」。不過目前仍無法得知BD+20594b確切的組成物質。
BD+20594b於2016年1月28日由天文學家內斯特·埃斯皮諾薩（Néstor Espinoza）與他來自智利天主教大学的團隊使用克卜勒太空望遠鏡剩下兩個正常運作的反應輪後的 K2 任務觀測資料進行分析後首次觀測到。它的母恆星BD+20594是一顆位於白羊座，距離地球496.08光年的K型恆星。
一般認為大部分半徑大於地球的1.6倍的系外行星，通常都不再是主要由岩石組成，而BD+20594b的密度讓它和克卜勒-10c、K2-3d成为少數例外的系外行星。

## 外部連結
- Largest Rocky World Found - Universe Today（页面存档备份，存于）